# Serra de Sicó
A Serra do Sicó é uma elevação de Portugal Continental que integra o Sistema Montejunto-Estrela, erguendo-se a 559 metros de altitude. Situa-se na Beira Litoral, entre Condeixa-a-Nova e Pombal.
Foi criada a designação Terras de Sicó para designar o território composto pelos concelhos de Alvaiázere, Ansião, Condeixa-a-Nova, Penela, Pombal e Soure, numa área total de 1.500 km2.

## Elementos geológicos
A Serra é composta por um maciço calcário, que apresenta uma elevada variedade de formas cársicas como:
- Canhões fluviocársicos (ex: Vales do Poio Novo e Velho - Redinha - Pombal)
- Buracas (ex: Buracas do Casmilo - Tapeus - Soure)
- Algares (ex: Algar da Janeia - Penela)
- Grutas (ex: Gruta do Soprador do Carvalho - Penela)
- Lapas (ex: Gruta da Lapinha - Condeixa)
- Exsurgências (Temporárias, ex: Nascente do Rio Nabão - Ansião / Permanentes, ex: Nascente do Rio Anços - Redinha - Pombal)

## Fauna
- Bufo-real
- Peneireiro
- Andorinhão-real

## Flora
- Carrasco
- Lentisco
- Zambujeiro
- Carvalho-português

## Economia
Verifica-se um abandono de algumas atividades ligadas à prática agrícola, nomeadamente o olival, e a pastorícia.
Existem concessões mineiras (pedreiras) e parques eólicos na serra.

## Produtos tradicionais
- Queijo Rabaçal
- Vinho Terras de Sicó
- Azeite Terras de Sicó
- Mel Terras de Sicó
- Cabrito e Borrego
- Ervas aromáticas (Erva-de-Santa-Maria, estragão, tomilho, orégãos, louro, salva e lavanda)
- Frutos secos (noz, passas de uva, passas de figo)